# Обсаджування
Обсаджування (рос. обсаживание, обсадка; англ. running the casing, нім. Verrohren n) — технологічна операція укріплювання стінки бурової свердловини або розмежовування нафтоносних, газоносних і водоносних шарів спеціальними (обсадними) трубами.
Син. — обсадка (не рекоменд.).